# Gagea ucrainica
Gagea ucrainica är en liljeväxtart som beskrevs av Michail Klokov. Gagea ucrainica ingår i Vårlökssläktet och i familjen liljeväxter. Inga underarter finns listade.